# Trou-Bonbon
Trou-Bonbon (em crioulo, Twou-Bonbon), é uma comuna do Haiti, situada no departamento do Grande Enseada e no arrondissement de Jérémie.De acordo com o censo de 2003, sua população total é de 6.754 habitantes.